# جون أليسون (كاتب)
جون أليسون (بالإنجليزية: John Allison)‏ هو فنان قصص مصورة وكاتب بريطاني، ولد في 1976.